# آنوش کلویان
آنوش سارگسی کلویان (ارمنی: Անուշ Սարգսի Քլոյան؛ زادهٔ ۱۰ اوت ۱۹۷۵) یک  سیاستمدار اهل ارمنستان است که از تاریخ ۲۰۲۱ تا تاریخ ۲۰۲۶ سمت نمایندگی دوره هشتم مجلس ملی جمهوری ارمنستان را برعهده داشت.

## زندگی‌نامه
در 	۱۰ اوت ۱۹۷۵ ‏در ایروان به دنیا آمد و از دانشگاه هراچیا آچاریان ایروان فارغ‌التحصیل شد. 

## یادداشت
1. ↑  Երեւանի «Հրաչյա Աճառյան» համալսարան